# 전압 개폐 이온 통로
전압 개폐 이온 통로(영어: voltage-gated ion channel)는 통로 근처의 막 전위의 변화에 의해 활성화되는 이온 통로로, 막관통 단백질의 한 종류이다. 막 전위는 통로 단백질의 입체구조를 변경하여 개폐를 조절한다. 세포막은 일반적으로 이온에 대해 불투과성이므로 막관통 단백질 통로를 통해 막을 통해 확산되어야 한다. 보통 전압 개폐 이온 통로는 한 이온에 대해 특이적이다. 가령 나트륨(Na+), 칼륨(K+), 칼슘(Ca2+), 염소(Cl−) 이온에 특이적인 전압 개폐 이온 통로가 존재한다. 이온 농도가 변하여 막 안팎의 전위차가 달라지면 이온 통로의 개폐가 촉발된다.

## 같이 보기
- 리간드 개폐 이온 통로